# Dieter Quester
Dieter Quester (Viena, Austria, 30 de mayo de 1939) fue un piloto de automovilismo austriaco. Llegó a disputar dos Grandes Premios de Fórmula 1, sin obtener puntos.

## Carrera

### Fórmula 1
Debutó en el séptimo Gran Premio de la temporada 1969, disputando el 3 de agosto el GP de Alemania (Nürburgring), aunque no comenzó la carrera.
Participó en su Gran Premio de Austria de 1974 el 18 de agosto de dicho año. En esa carrera fue el único miembro del equipo Surtees que llegó a la meta; terminando noveno por delante de Hans-Joachim Stuck y del doble campeón del mundo Graham Hill, pero no obtuvo puntos.

### Otras competencias
Quester fue tercero en el campeonato de Fórmula 2 Europea 1971, detrás de Peterson y Reutemann. Fue ganador de la clase T 5.0 en las 24 Horas de Le Mans de 1973, en un BMW 3.0 CSL compartido con Toine Hezemans. Unos años después, compitió en DTM, con tres podios en su historial.
Ya cercano a su retiro, corrió y ganó carreras en el Campeonato FIA GT, con Porsche.

## Resultados

### Fórmula 1
(Clave) (negrita indica pole position) (cursiva indica vuelta rápida)

| Año  | Escudería                          | 1   | 2   | 3   | 4   | 5   | 6   | 7         | 8   | 9   | 10  | 11  | 12    | 13  | 14  | 15  | Pos. | Puntos |
| ---- | ---------------------------------- | --- | --- | --- | --- | --- | --- | --------- | --- | --- | --- | --- | ----- | --- | --- | --- | ---- | ------ |
| 1969 | Bayerische Motoren Werke           | RSA | ESP | MON | NED | FRA | GBR | GER DNSF2 | ITA | CAN | USA | MEX |       |     |     |     | NC   | 0      |
| 1974 | Memphis International Team Surtees | ARG | BRA | RSA | ESP | BEL | MON | SWE       | NED | FRA | GBR | GER | AUT 9 | ITA | CAN | USA | NC   | 0      |